# 527 v.Chr.
Het jaar 527 v.Chr. is een jaartal volgens de christelijke jaartelling.

## Gebeurtenissen

### Griekenland
- De beide zoons van Pisistratus, Hippias en Hipparchos zetten de tirannie van hun vader voort.
- Onetorides wordt benoemd tot archont van Athene.

## Overleden
- Pisistratus, tiran van Athene
- Vardhamana Mahavira, grondlegger van het jaïnisme